# フリオ・レイ
フリオ・レイ（Julio Rey de Paz、1972年1月13日 - ）はスペインの陸上競技選手。専門は長距離走、マラソン。身長166cm、体重51kg。トレド出身。アテネオリンピックおよび北京オリンピック男子マラソンスペイン代表。2003年世界陸上競技選手権パリ大会男子マラソン2位。
1997-98年クロスカントリー、1999年10000m、2004年ハーフマラソンのスペイン選手権大会で優勝した実力を有する選手である。1997年世界クロスカントリー選手権で9位となり、世界陸上競技選手権アテネ大会10000mでは8位に入った。
その後1999年ロッテルダムマラソン時の検査でメステロロンの陽性反応を示したため、IAAFから2年間の出場禁止処分を受けた。
マラソンでは、2003年世界陸上競技選手権パリ大会では2時間08分38秒で走り、大会新記録で駆けたジャウアド・ガリブに7秒及ばずながらも2位の成績を残した。2002年第18回・2006年第19回のヨーロッパ選手権で3位に入り、アテネオリンピックで58位となった。北京オリンピックでは途中棄権している。その他、2002年第23回東京国際マラソンで3位、2005年第59回福岡国際マラソンでは藤田敦史を振り切り2位となった。

## 主な戦績
| 年度               | 大会名                               | 開催地                        | 順位               | 種目               |
| スペイン代表として | スペイン代表として                   | スペイン代表として            | スペイン代表として | スペイン代表として |
| ------------------ | ------------------------------------ | ----------------------------- | ------------------ | ------------------ |
| 1997               | 第25回世界クロスカントリー選手権大会 | トリノ（ イタリア）           | 9位                | ロング             |
| 1997               | 世界陸上競技選手権大会               | アテネ（ ギリシャ）           | 8位                | 10000m             |
| 2001               | 世界陸上競技選手権大会               | エドモントン（ カナダ）       | 37位               | マラソン           |
| 2002               | ヨーロッパ陸上競技選手権大会         | ミュンヘン（ ドイツ）         | 3位                | マラソン           |
| 2003               | 世界陸上競技選手権大会               | パリ（ フランス）             | 2位                | マラソン           |
| 2004               | アテネオリンピック                   | アテネ（ ギリシャ）           | 58位               | マラソン           |
| 2005               | 世界陸上競技選手権大会               | ヘルシンキ（ フィンランド）   | 8位                | マラソン           |
| 2006               | ヨーロッパ陸上競技選手権大会         | イェーテボリ（ スウェーデン） | 3位                | マラソン           |
| 2008               | 北京オリンピック                     | 北京（ 中華人民共和国）       | 途中棄権           | マラソン           |

### 記録
- 3000m - 7分54秒40（1997年）
- 5000m - 13分22秒13（1998年）
- 10000m - 27分47秒33（1998年）
- ハーフマラソン - 1時間02分10秒（2002年）
- マラソン - 2時間06分52秒（2006年）